# Diferencial (mecànica)

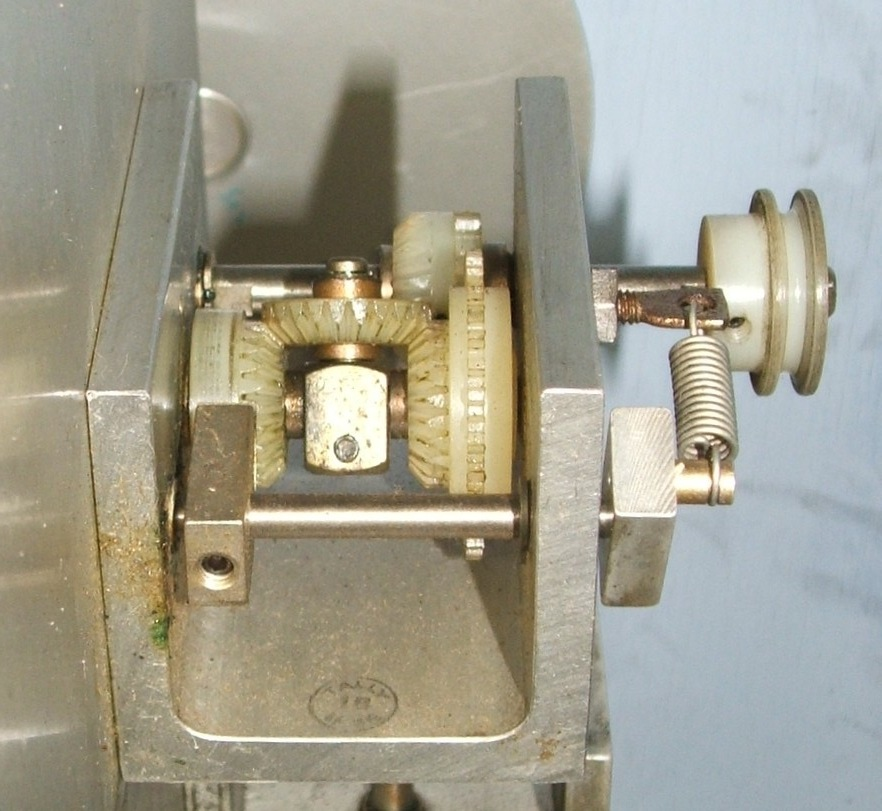
Engranatges diferencials (en groc) en un lector de cinta perforada, construït per Tally c. 1962

En el  camp de les transmissions mecàniques, el diferencial és un mecanisme que permet distribuir la potència d’un element d’entrada a dos elements de sortida que poden tenir velocitats iguals o diferents. En els automòbils, l’element d’entrada és la caixa porta-satèlits i els elements de sortida són els arbres que connecten amb les rodes (paliers).
Un diferencial és un tren d'engranatges amb tres eixos de transmissió que té la propietat que la velocitat de rotació d'un eix és la mitjana de les velocitats dels altres. Un ús comú dels diferencials és en els vehicles de motor, per permetre que les rodes a cada extrem d'un eix motriu girin a diferents velocitats durant les corbes. Altres usos inclouen rellotges i ordinadors analògics . Els diferencials també poden proporcionar una relació de transmissió entre els eixos d'entrada i de sortida (anomenada "relació d'eix" o "relació diferencial"). Per exemple, molts diferencials en vehicles de motor proporcionen una reducció d'engranatges en tenir menys dents al pinyó que a la corona dentada .

## Història
- 100 aC–70 aC: El mecanisme d'Anticítera s'ha datat d'aquest període. Va ser descobert el 1902 en un naufragi per bussejadors d'esponges, i la investigació moderna suggereix que utilitzava un engranatge diferencial per determinar l'angle entre les posicions eclíptiques del Sol i la Lluna, i per tant la fase de la Lluna.[1][2]
- 250 dC : L'enginyer xinès Ma Jun crea el primer carro ben documentat que apuntava cap al sud, un precursor de la brúixola. El seu mecanisme d'acció no és clar, tot i que alguns enginyers del segle XX argumenten que utilitzava un engranatge diferencial.
- 1810: Rudolph Ackermann, d'Alemanya, inventa un sistema de direcció a les quatre rodes per a carruatges, que alguns escriptors posteriors anomenen erròniament un diferencial.
- 1823: Aza Arnold desenvolupa un tren de transmissió diferencial per al seu ús en la filatura de cotó . El disseny s'estén ràpidament pels Estats Units i al Regne Unit.[3]
- 1827: Diferencial d'automoció modern patentat pel rellotger Onésiphore Pecqueur (1792–1852) del Conservatori Nacional d'Arts i Oficis de França per al seu ús en un vagó de vapor .[4]
- 1874: Aveling and Porter de Rochester, Kent, inclou al seu catàleg una locomotora grua equipada amb el seu diferencial patentat a l'eix posterior.[5]
- 1876: James Starley de Coventry inventa el diferencial de transmissió per cadena per al seu ús en bicicletes ; invent que posteriorment utilitzarà en automòbils per Karl Benz .
- 1897: Mentre construïa el seu cotxe de vapor australià, David Shearer va fer el primer ús d'un diferencial en un vehicle de motor.[6]
- 1958: Vernon Gleasman patenta el diferencial de lliscament limitat Torsen .[7]

## Vehicles de motor

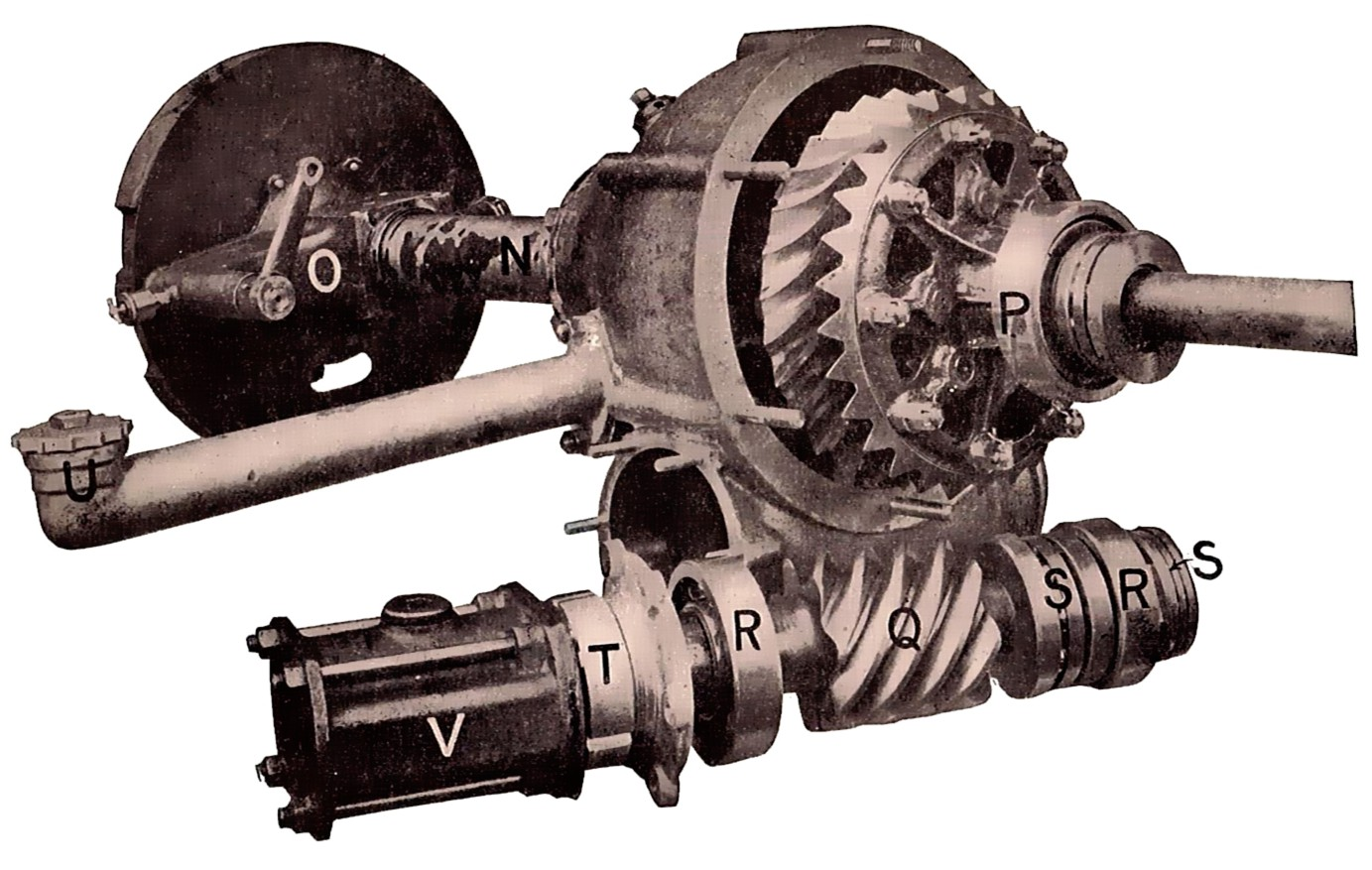
Diferencial de corona de bronze i vis sens fi

En els vehicles de motor, el diferencial   és un component mecànic essencial del sistema de transmissió que permet que les rodes motrius girin a velocitats diferents, especialment quan el vehicle pren una corba. En la pràctica permet que les rodes dreta i esquerra d'un vehicle girin a revolucions diferents, segons aquest es trobi prenent una corba cap a un costat o cap a l'altre o bé que les rodes tinguin un diàmetre diferent.
Quan un vehicle pren una corba, per exemple cap a la dreta, la roda dreta recorre un camí més curt que la roda esquerra, ja que aquesta última es troba a la part exterior de la corba.

Antigament, les rodes dels vehicles estaven muntades de forma fixa sobre un eix. Aquest fet significava que, en cas que el moviment no fos rectilini (o que les rodes tinguessin diferent diàmetre), cap d'elles tenia una tracció correcta, desestabilitzant el vehicle. Mitjançant el diferencial s'aconsegueix que cada roda pugui girar correctament en una corba, sense perdre la fixació de les dues rodes sobre l'eix.

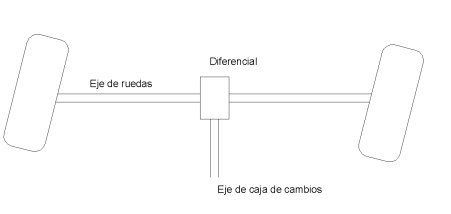
Esquema d'un diferencial muntat en un eix tractor d'un vehicle

És important aclarir que el parell de forces que proporciona el motor quan actua el diferencial es transmet per igual a les dues rodes.
El diferencial consta d'uns engranatges disposats formant una "U" amb l'eix. Quan les dues rodes recorren el mateix camí, per tal que el vehicle es desplaci en línia recta, l'engranatge es manté en situació neutra. Ara bé, en un revolt els engranatges interiors es desplacen lleugerament, compensant d'aquesta manera les diferents velocitats de gir de les rodes. Aquesta diferència de gir també es produeix entre els dos eixos: les rodes directrius descriuen una circumferència de radi major que les no directrius, i per això s'utilitza el diferencial.
Un vehicle de quatre rodes i dos eixos, amb dues rodes a cada eix, que disposi de tracció a les quatre rodes pot tenir fins a tres diferencials: un a l'eix frontal, un a l'eix del darrere i un diferencial central. En l'hipotètic cas que tots dos eixos siguin directrius, el que tingui més angle de gir descriurà un cercle més gran.

## Altres usos

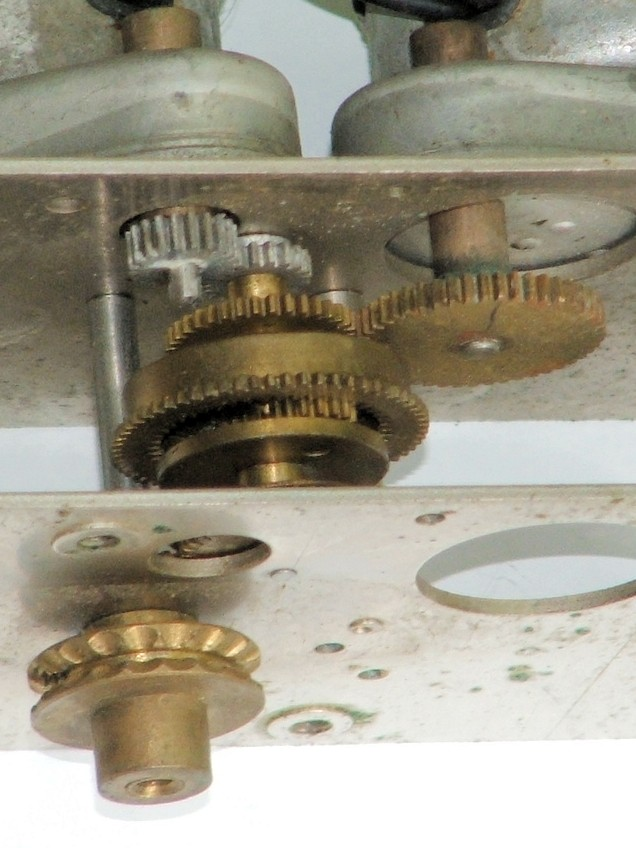
Diferencial planetari utilitzat per accionar un registrador gràfic c. 1961. Els motors accionen el Sol i els engranatges anulars, mentre que la sortida es pren del portador d'engranatges planetaris. Això dóna 3 velocitats diferents segons quins motors estiguin encesos.

Entre els usos no automotrius dels diferencials hi ha la realització d'aritmètica analògica . Dos dels tres eixos del diferencial estan fets per girar a través d'angles que representen (són proporcionals a) dos nombres, i l'angle de rotació del tercer eix representa la suma o diferència dels dos nombres d'entrada. El primer ús conegut d'un engranatge diferencial és al mecanisme d'Anticítera, c. 80 BCE, que utilitzava un engranatge diferencial per controlar una petita esfera que representava la Lluna a partir de la diferència entre els punters de posició del Sol i la Lluna. La pilota estava pintada de blanc i negre en hemisferis, i mostrava gràficament la fase de la Lluna en un moment concret. El 1720 es va fabricar un rellotge d'equacions que utilitzava un diferencial per a la suma. Al segle xx, es van utilitzar grans conjunts de molts diferencials com a ordinadors analògics, calculant, per exemple, la direcció en què s'havia d'apuntar una arma.

### Dispositius semblants a una brúixola
Els carros xinesos que apuntaven sempre cap al sud també poden haver estat aplicacions molt primerenques dels diferencials. El carro tenia un punter que apuntava constantment cap al sud, independentment de com girés el carro mentre viatjava. Per tant, es podria utilitzar com un tipus de brúixola . Es creu àmpliament que un mecanisme diferencial responia a qualsevol diferència entre les velocitats de rotació de les dues rodes del carro i girava el punter en conseqüència. Tanmateix, el mecanisme no era prou precís i, després d'uns quants quilòmetres de viatge, el dial podia estar apuntant en la direcció equivocada.

### Rellotges
El primer ús verificat d'un diferencial va ser en un rellotge fabricat per Joseph Williamson el 1720. Emprava un diferencial per sumar l'equació del temps al temps mitjà local, determinat pel mecanisme del rellotge, per produir el temps solar, que hauria estat el mateix que la lectura d'un rellotge de sol . Durant el segle XVIII, es considerava que els rellotges de sol mostraven l'hora "correcta", de manera que un rellotge ordinari sovint s'havia de reajustar, fins i tot si funcionava perfectament, a causa de les variacions estacionals en l'equació del temps. Els rellotges d'equació de Williamson i altres mostraven l'hora del rellotge de sol sense necessitat de reajustament. Avui dia, considerem que els rellotges són "correctes" i els rellotges de sol solen ser incorrectes, per la qual cosa molts rellotges de sol porten instruccions sobre com utilitzar les seves lectures per obtenir l'hora del rellotge.

### Ordinadors analògics
Els analitzadors diferencials, un tipus d'ordinador analògic mecànic, es van utilitzar aproximadament des del 1900 fins al 1950. Aquests dispositius utilitzaven trens d'engranatges diferencials per realitzar sumes i restes.

### Suspensió del vehicle
Els rovers de Mart Spirit i Opportunity (ambdós llançats el 2004) utilitzaven engranatges diferencials a les seves suspensions de bogie basculant per mantenir el cos del rover equilibrat mentre les rodes de l'esquerra i la dreta es mouen amunt i avall sobre terreny irregular. Els rovers Curiosity i Perseverance utilitzaven una barra diferencial en lloc d'engranatges per dur a terme la mateixa funció.